# Cap de la Découverte
Cap de la Découverte eller Cape Discovery, är en udde i Antarktis och är Curzons nordvästligaste punkt längs Adélie Coast. Den ligger i Östantarktis. Frankrike gör anspråk på området.
Den upptäcktes den 21 januari 1840 av en expedition under ledning av Jules Dumont d'Urville.